# Stilobezzia singularis
Stilobezzia singularis är en tvåvingeart som beskrevs av Clastrier 1985. Stilobezzia singularis ingår i släktet Stilobezzia och familjen svidknott.
Artens utbredningsområde är Guinea. Inga underarter finns listade i Catalogue of Life.